# راینهارد راوبال
رینهارد راوبال (به آلمانی: Reinhard Rauball) (متولد ۱۹۴۶ دسامبر ۲۵ در نرتهایم) وکیل رسمی، مدیر فوتبال و سیاستمدار آلمانی عضو حزب سوسیال دموکرات آلمان (SPD) است. او به عنوان مدیر عامل تیم فوتبال بوروسیا دورتموند فعالیت کرده‌است و همچنین به عنوان وزیر دادگستری در ایالت نوردراین وستفالن مشغول به کار بوده‌است. او همچنین در ماه اوت ۲۰۰۷ به عنوان ریاست سازمان لیگ فوتبال آلمان انتخاب شد. راوبال از نوامبر ۲۰۱۵ تا آوریل ۲۰۱۶ و دوباره در سال ۲۰۱۹، مشترکأ به همراه راینر کخ، سرپرستی فدراسیون فوتبال آلمان را بر عهده داشت.
راوبال در اواخر دهه ۱۹۶۰ برای تیم فوتبال اینتراخت دورتموند ۹۵ بازی می‌کرد.

## زندگی حرفه‌ای

### وکیل
راینهارد راوبال، پسر وکیل یوهانس راوبال است. او در دانشگاه رور بوخوم مدرک دکترای خود را در سال ۱۹۷۱ به دست آورده‌است.
او به عنوان یک وکیل در یک شرکت حقوقی در دورتموند از سال ۱۹۷۶ شروع به کار کرد. در سال ۱۹۹۰ و ۲۰۰۰ او به عنوان یک وکیل ورزش، بسیاری از پیشنهادهای مدیریتی باشگاه‌های فوتبال بوندسلیگا را رد کرد اما سرانجام به بروسیا دورتموند رفت.

### سیاستمدار
راینهارد راوبال وزیر دادگستری برای نوردراین وستفالن از ۱ مارس ۱۹۹۹ تا ۱۹۹۹ مارس ۸ بود.
پس از فقط یک هفته بعد از انتصاب خود را به کابینه، او مجبور به استعفا شد.

### مدیریت در فوتبال
او در ۱۴ نوامبر ۲۰۰۴ عضو هیئت مدیره بروسیا دورتموند شد.
او در اولین دوره خود، از سال ۱۹۷۹ تا ۱۹۸۲ به عنوان یک مرد ۳۲ ساله جوانترین مدیر عامل در تاریخ بوندسلیگا بود. او همچنین به عنوان مدیر عامل از سال ۱۹۸۴ تا سال ۱۹۸۶ نیز در بروسیا دورتموند کار کرد. او یک بار بروسیا دورتموند را از ورشکستگی نجات داد.
راینهارد راوبال به عنوان موفق‌ترین مدیر عامل در لیگ فوتبال آلمان در ماه اوت ۲۰۰۷ شناخته شد در حالی که تنها رقیب او ورنر هاکمن فقید بود که فوت کرد.. او به عنوان تنها نامزد، و به اتفاق با رأی همه ۳۶ باشگاه‌های حرفه‌ای آلمان انتخاب شد. او در ۱۸ اوت ۲۰۱۰ برای بیشتر از سه سال دوباره تا سال ۲۰۱۳ در عنوان خود ابقا شد.
پس از استعفای ولفگانگ نیرزباخ در نوامبر ۲۰۱۵، راوبال به همراه راینر کخ، به عنوان سرپرست DFB (فدراسیون فوتبال آلمان) انتخاب شدند. راوبال و کخ تا ۱۵ آوریل ۲۰۱۶ این عنوان را حفظ کردند؛ آن‌ها دوباره دوره‌ای کوتاه در سال ۲۰۱۹ سرپرستی فدراسیون فوتبال آلمان را بر عهده گرفتند.

## زندگی شخصی
راینهارد راوبال در هردکه و در جنوب دورتموند زندگی می‌کند. او متأهل است و دارای دو دختر بالغ می‌باشد.